# Аеродром Даблин
Аеродром Даблин (ир. Aerfort Bhaile Átha Cliath) (IATA: DUB, ICAO: EIDW) је међународни аеродром који опслужује Даблин. Аеродром се налази у Колинстауну, 7 км северно  од Даблина и 3 км јужно од Сордса. 2024. преко 34,6 милиона путника је прошло кроз аеродром, што је чини најпрометнијом годином аеродрома у историји.  То је 13. најпрометнији аеродром у Европи и најпрометнији је од ирских аеродрома по укупном путничком саобраћају; такође има највећи ниво саобраћаја на острву Ирској, а следи га Аеродром Белфаст.
Аеродром има широку мрежу кратких и средњих летова, коју опслужује низ превозника, као и значајну мрежу летова усмерену на Северну Америку и Блиски исток. Служи као чвориште за ирског националног превозника Ер Лингус и матична је база за највећег европског нискотарифног превозника Рајанер. Британска авио-компанија ТУИ Ервејз такође управља базом на аеродрому. У јулу 2025. објављено је да ће ТУИ Ирска прећи на модел партнерске авио-компаније 2026. Изјавили су да ће преместити своја два авиона са седиштем у Даблину, чиме ће ефикасно затворити своју дугогодишњу базу на аеродрому у Даблину.   

## Терминали

### Терминал 1
Садашња зграда Терминала пројектована је за превоз пет милиона путника годишње. Оригинални дизајн је укључивао други мол који би био идентичан садашњем холу B за укрцавање у облику десетоугла, али он никада није изграђен. Паркинг се првобитно налазио на горњем спрату зграде, а приступне рампе су и даље на свом месту, али је затворен из безбедносних разлога 1970-их и претворен у канцеларије. Терминал 1 је редовно прошириван и унапређиван током последње две деценије. У октобру 2007. нови хол који је пројектовао Лари Олтманс, директор дизајна лондонске канцеларије Skidmore, Owings & Merrill,  који је такође дизајнирао графику за његов ентеријер, отворен је северно од Терминала 1.  Овај хол опслужује већину летова компаније Рајанер. 2009. ново проширење са новим ресторанима и малопродајним објектима додато је са стране Терминала 1. Терминал 1 тренутно служи свим авио-компанијама осим Ер Лингус, Бритиш ервејз, Вуелинг, Американ ерлајнс, Делта ерлајнс, Џет блу, Јунајтед ерлајнс, Вуелинг...

### Терминал 2
Терминал 2 има површину од 75000 м2 са паркингом за 27 ускотрупних авиона кроз 25 капија за поласке и 16 имиграционих шалтера, који могу да приме до 15 милиона путника годишње.  Пројекат је пројектовала компанија Pascall+Watson Architects, а укупни трошкови су износили 600 милиона евра. Ер Лингус је главни превозник који послује на Терминалу 2 и од његовог отварања развио је чвориште у Даблину првенствено за саобраћај између Европе и Сједињених Држава. Терминал 2 је сада трансатлантска капија за летове ка Сједињеним Државама, јер садржи објекат за претходну имиграцију у САД који се раније налазио у Терминалу 1.
Изградња Терминала 2 почела је 1. октобра 2007., а званично га је отворио 19. новембра 2010. тадашњи премијер Брајан Ковен. Намена Терминала 2 била је да смести све авио-компаније на дугим релацијама, поред Ер Лингуса; међутим, значајан раст америчког саобраћаја довео је до тога да већина авио-компанија на дугим релацијама које лете ван Сједињених Држава остаје у Терминалу 1. Током пројектовања Терминала 2 предвиђене су одредбе за проширени хол за пријаву и додатни мол (мол F) како би се задовољио будући раст. Терминал 2 тренутно је дом авио-компанија Ер Лингус, Бритиш ервејз, Вуелинг, као и америчких авио-компанија Американ ерлајнс, Делта ерлајнс, Џет блу и Јунајтед ерлајнс. Емирејтс такође саобраћа са терминала.  

## Статистика

### Број путника
Број путника на аеродрому Даблин повећавао се сваке године током 10 година између 1998. и 2008., са око 11,6 милиона на преко 23,4 милиона. Међутим, број путника је опао током наредне две године на око 18,4 милиона у 2010. години, са малим повећањем на 18,7 милиона 2011. и 19,1 милион  2012.,  затим је 2013. дошло до значајног повећања од 5,6% на 20,2 милиона.  2014. број путника је порастао за скоро 8% на преко 21,7 милиона.  Раст саобраћаја од преко 15% током 2015. резултирао је тиме да је број путника први пут премашио 25 милиона. Претходни рекорд од 23,46 милиона (постављен 2008.) је премашен током прве недеље децембра 2015. 
| Годиба | Број путника | Промена (у процентима) |
| --- | ------------ | ---------------------- |
| 1998 | 11,641,100   | –                      |
| 1999 | 12,802,031   | 09.9                   |
| 2000 | 13,843,528   | 08.1                   |
| 2001 | 14,333,555   | 03.5                   |
| 2002 | 15,084,667   | 05.2                   |
| 2003 | 15,856,084   | 05.1                   |
| 2004 | 17,138,373   | 08.1                   |
| 2005 | 18,450,439   | 07.7                   |
| 2006 | 21,196,382   | 014.9                  |
| 2007 | 23,287,438   | 09.9                   |
| 2008 | 23,466,711   | 00.8                   |
| 2009 | 20,503,677   | 012.6                  |
| 2010 | 18,431,064   | 010.1                  |
| 2011 | 18,740,593   | 01.7                   |
| 2012 | 19,099,649   | 01.9                   |
| 2013 | 20,166,783   | 05.6                   |
| 2014 | 21,711,967   | 07.7                   |
| 2015 | 25,049,319   | 015.4                  |
| 2016 | 27,907,384   | 011.4                  |
| 2017 | 29,582,308   | 06.0                   |
| 2018 | 31,495,604   | 06.5                   |
| 2019 | 32,907,673   | 04.0                   |
| 2020 | 7,267,240    | 077.8                  |
| 2021 | 8,266,271    | 013.7                  |
| 2022 | 27,787,556   | 0236.2                 |
| 2023 | 31,908,471   | 014.8                  |
| 2024 | 34,623,260   | 04.0                   |
| Извори: 1998–2001 – Aer Rianta 2002–2006 – DAA 2007–2011 – DAA 2012–2016 – DAA 2017–2018 – DAA 2019 – RTE 2020 – CSO 2021–2022 – CSO 2023 – Dublin Airport 2023–2024 – CSO |              |                        |

### Најпрометније руте
| Ранг                                 | Аеродром          |
| ------------------------------------ | ----------------- |
| 1                                    | Лондон–Хитроу     |
| 2                                    | Амстердам         |
| 3                                    | Манчестер         |
| 4                                    | Лондон–Гетвик     |
| 5                                    | Лондон–Станстед   |
| 6                                    | Малага            |
| 7                                    | Бирмингем         |
| 8                                    | Единбург          |
| 9                                    | Барселона         |
| 10                                   | Париз–Шарл де Гол |
| Извор: Централни завод за статистику |                   |

## Несреће и инциденти
- 12. јуна 1967. авион компаније Aer Turas срушио се током покушаја одласка у круг након неуспелог слетања. Два члана посаде су погинула у паду. [23]
- 29. новембра 1975. Удружење за одбрану Алстера поставило је две бомбе унутар терминала за доласке. У овом нападу, познатом као бомбардовање аеродрома Даблин, једна бомба је експлодирала - усмртивши једну особу и ранивши најмање осам. [24] Друга бомба је уништена у контролисаној експлозији. [25]

## Извори
- Bulson, Roy (1969). Irish Pubs of Character. Dublin: Bruce Spicer Ltd. ASIN B000VO990C.